# Anko
Ankō, född 401, död 456, var regerande kejsare av Japan mellan 453 och 456.